# Ahmed Dede münegi-gimbașî
Ahmed Dede Müneccimbașı [münegi-gimbașî] (n. 1631, Salonic, Imperiul Otoman – d. 28 februarie 1702, Mecca, Habesh Eyalet⁠(d), Imperiul Otoman) a fost un astronom și astrolog turc.
A fost de asemenea un istoric, cunoscut pentru scrierile sale concentrate pe istoria dinastiilor otomane. Se face adeseori referire la el doar sub numele de Müneccimbașı, care este, de fapt, titlul său de astrolog șef al curții otomane.
În literatura occidentală numele său este uneori scris sub diferite alte transliterări, printre care Müneĝĝimbași, Muneccim Bași, Münejjim-bași, Müneddzsimbasi și altele. În literatura turcă este cunoscut și sub numele Ahmed Lütfullah.

## Biografie
Ahmed Dede s-a născut în 1631 la Salonic (azi Thessaloniki, Grecia). Tatăl său, Karaman Ereğlisinden Lütfullah, era negustor de țesături. Ahmede Dede a refuzat să continue comerțul tatălui său și, împotriva dorințelor acestuia, a decis să-și desăvârșească educația. El a studiat timp de 15 ani cu dervișii Mevlevi, întâi la Salonic și, începând din 1654, cu cei de la Galata Mevlevi în Istanbul, unde a studiat cu șeicul Arzi Dede. Studiile sale s-au concentrat atât asupra unor subiecte cu character religios, din Hadith, cât și asupra filozofiei și medicinii. A studiat astrologia cu astrologul șef Mehmed Effendi.
În 1665, după moartea lui Mehmed Effendi, Ahmed Dede a fost numit müneccimbașı (astrolog șef al curții) sultanului Mehmed al IV-lea. El și-a adăugat acest titlu la numele în toate lucrările scrise ulterior. În noiembrie 1675 a fost ridicat la rangul de musahib-i padișahi (favorit al sultanului) 
În noiembrie 1687, după detronarea lui Mehmed în timpul răscoalei ienicerilor, el a căzut în dizgrație, iar sultanul Suleiman al II-lea l-a exilat în Egipt. După câțiva ani, Ahmed Dede a plecat la Medina și apoi la Mecca, unde și-a petrecut restul vieții ca șeic al mânăstirii dervișilor Mevlevi Hane.
În 1700, a fost rechemat la Istanbul pentru a-și relua funcția de astrolog șef. Ahmed Dede a refuzat, din cauza vârstei sale înaintate. A murit la 27 februarie, 1702 la Mecca (azi în Arabia Saudită). A fost înmormântat în apropiere de mormântul lui Hadigea, soția profetului Mohamed.

## Lucrări

### Totalitatea statelor
Lucrarea cea mai important a lui Müneccimbașı este Camiu'd - Düvel (Totalitatea statelor), scrisă inițial în limba arabă. Lucrarea fusese începută încă din perioada în care Müneccimbașı activa în calitate de astrolog șef, însărcinat de Marele Vizir Kara Mustafa să elaboreze o amplă lucrare cu caracter istoric. Lucrarea a fost terminată după ce Müneccimbașı se retrăsese la Mecca. O copie a manuscrisului a fost făcută în 1705, la scurt timp după moartea sa. Ulterior, în timpul domniei sultanului Ahmed al III-lea, marele vizir Damat Ibrahim a dispus ca o comisie coordonată de poetul Ahmed Nedin să traducă în limba turcă o versiune prescurtată a volumului; traducerea, cunoscută sub numele de Sahaif-ül-Ahbar (Pagini ale unei cronici), este unica versiune publicată a lucrării, tipărită pentru prima oară la Cairo în 1868. Manuscrisul original, considerat mult timp a fi fost pierdut, este păstrat în parte în biblioteca moscheii sultanului Selim al II-lea din Edirne, iar restul la biblioteca muzeului Topkapı din Istanbul.
Lucrarea este o istorie universală, începând de la Adam și terminând în anul 1672, bazată pe 72 de surse arabe, persane și turcești. Unele dintre lucrările citate ca surse pentru această lucrare au fost pierdute și nu mai pot fi consultate. Lucrările citate cel mai frecvent sunt cronicile lui Ali ibn al-Athir, Abu'l-Fida, Ibn al-Wardi și Ibn Khaldun. Relatările despre perioada anterioară Islamului par a fi bazate de asemenea pe surse romane și evreiești. Pentru partea referitoare la istoria Armeniei, austorul indică și utilizarea unor cronici armenești.
Volumul se concentrează asupra istoriei turcilor otomani, dar prezintă și date referitoare la ramuri dinastice mai puțin importante ale turcilor, cu privire la care există puține surse disponibile. Lucrarea se ocupă și de alte regate care au existat pe teritoriul Imperiului Otoman, prezentând și istoria babilonienilor, asirienilor și seleucizilor, care nu fuseseră tratate până atunci istoriografia islamică. Ea prezintă și istoria unor populații care nu sunt de origine turcă, între care francii, armenii, indienii și chinezii.
În tratatul său, Müneccimbașı urmează metoda utilizată în istoriografia islamică de Ibn Khaldun, indicându-și sursele, pe care le supune unei analize critice.

### Comentarii despre interpretarea Coranului
O lucrare importantă a lui Müneccimbașı este Hasia, un comentariu al tratatului de interpretare a Coranului Tafsir al-baydawi al-musamma anwar altanzil wa asrar, elaborat de Al Baidawi.

### Poezii
Müneccimbașı a publicat și un Letaifname, volum de poezii cu traduceri din limba persană ale unor povestiri sau poezii indecente ale poetului satiric și adeseori homoerotic Ubayd-i Zākāni 
A mai compus un Divan (colecție de poezii) pe teme mistice sub pseudonimul Âșik (în traducere „cel care iubește”).

### Alte lucrări
Dintre celelalte lucrări ale lui Müneccimbașı:
- Șerh-i kitâb-ı Ahlâk – adnotări ale cărții de etică a lui Qadi Adudun.
- Talikat 'ala Uklidi – tratat de geometrie.
- Vesilet ül-Vüsûl ilâ Ma'rifet İl-Hamli vel-Mahmûl - știința logicii.
- Risale-i Mûsikiyye – tratat de muzică.
- Feyz-ül-Harem – prezentare a orașului Mecca și a împrejurimilor acestuia, destinat în special pelirinilor.
- Cayet-ül-Beyân fi Dekaik-i ilm-ül-Beyân – studiu privind utilizarea metaforei.